# A Királynék völgye sírjainak listája
A Királynék völgye sírjainak listája.
| Szám | Tulajdonos                                 | Felfedezése | Megjegyzés | Dinasztia              |
| ---- | ------------------------------------------ | ----------- | --- | ---------------------- |
| QV1  | –                                          | 1959        | Kopt kori remetelak, felfedezésekor tévesen azonosították fáraókori sírként | –                      |
| QV2  | ismeretlen                                 | 1966        | Sekély verem; 2009-ben betemették. | XVIII. dinasztia       |
| QV3  | ismeretlen                                 | 1966        | Díszítetlen aknasír | XVIII. dinasztia       |
| QV4  | ismeretlen                                 | ismeretlen  | Aknából és két kamrából áll, melyeket 2010-ben visszatemettek. | XVIII. dinasztia       |
| QV5  | ismeretlen                                 | 1960        | Sekély veremből áll, melyből egy kamra nyílik. Részben törmelékkel van tele. | XVIII. dinasztia       |
| QV6  | ismeretlen                                 | 1960        | Hasonlít a QV5-höz. Nagyrészt törmelékkel van tele. | XVIII. dinasztia       |
| QV7  | ismeretlen                                 | 1960        | Három kamrából áll, a harmadikat talán később alakították ki, mint az első kettőt. A sírt elhelyezkedése miatt víz beáramlása veszélyezteti.                                                                                            | XVIII. dinasztia       |
| QV8  | Hori herceg és egy ismeretlen hercegnő     | 1960        | A herceg máshonnan nem ismert, a hercegnő neve nem maradt fenn. A sírban egy lepeldarabon egy bizonyos Amenweszhet neve is szerepel. A sírt a XXV.-XXVI. dinasztia idején újrahasznosították.                                           | XVIII. dinasztia       |
| QV9  | ismeretlen                                 | 1960        | I. Thotmesz korabeli sír lehet, mert nevét megtalálták egy cserépdarabon. Talán egy katonát temettek ide, mert egy nyílhegyet találtak itt, valamint egy díszített bőrdarabot, ami egy tegez része lehetett.                            | XVIII. dinasztia       |
| QV10 | ismeretlen                                 | ismeretlen  | A sírból egy tükör nyele, egy rózsaszín bőrrel borított bot darabja és kék fajansz hajgyöngyök kerültek elő. A sírt a harmadik átmeneti korban és a római korban újrahasznosították; utóbbiból madármúmiák kerültek elő római vázákban. | XVIII. dinasztia       |
| QV11 | ismeretlen                                 | ismeretlen  | A sírt újrahasznosították a harmadik átmeneti korban, a Későkorban és a római korban is. A harmadik átmeneti korból szarkofágok és egy Parija nevű, a XXV. dinasztia korában élt személy tárgyai kerültek elő.                          | XVIII. dinasztia       |
| QV12 | ismeretlen                                 | ismeretlen  | A sírból három nyíl, egy jogar aranydísze és II. Thotmesz nevével ellátott szarkofágdarabok kerültek elő. A sírt a harmadik átmeneti korban és a római korban újrahasznosították.                                                       | XVIII. dinasztia       |
| QV13 | ismeretlen                                 | ismeretlen  | Szarkofágtöredékek, cserepek és kerámia parókadíszek kerültek elő a sírból. További leletek alapján a sírt újrahasznosították a harmadik átmeneti korban és a római korban.                                                             | XVIII. dinasztia       |
| QV14 | ismeretlen                                 | ismeretlen  | A sírt a harmadik átmeneti korban újrahasznosították. | XVIII. dinasztia       |
| QV15 | ismeretlen                                 | ismeretlen  | A sírt hosszú folyosó köti össze a QV16 sírral. | XVIII. dinasztia       |
| QV16 | ismeretlen                                 | ismeretlen  | A sírt hosszú folyosó köti össze a QV15 sírral. | XVIII. dinasztia       |
| QV17 | Meritré és Wermerutesz hercegnők           | ismeretlen  | A két hercegnő, akinek neve a sírban talált leletekről ismert, talán III. Amenhotep lánya lehetett. A sírt a Későkorban is újrahasznosították.                                                                                          | XVIII. dinasztia       |
| QV18 | ismeretlen                                 | ismeretlen  | III. Amenhotep korában készülhetett a sír, majd újrahasznosították a harmadik átmeneti korban. | XVIII. dinasztia       |
| QV19 | ismeretlen                                 | ismeretlen  | Egy aknából és egy nagy kamrából áll. | XVIII. dinasztia       |
| QV20 | ismeretlen                                 | ismeretlen  | A legnagyobb, XVIII. dinasztia kori aknasír, valószínűleg királyi családtag számára készült. | XVIII. dinasztia       |
| QV21 | ismeretlen                                 | ismeretlen  | A sírt harmadik átmeneti kori, római és kopt leletek alapján ezekben a korokban is újrahasznosíthatták. | XVIII. dinasztia       |
| QV22 | ismeretlen                                 | ismeretlen  | III. Amenhotep kori lehet, mert nevét megtalálták edényeket lezáró pecsétek töredékein. Harmadik átmeneti kori leleteket is találtak, így a sírt akkoriban újrahasznosíthatták.                                                         | XVIII. dinasztia       |
| QV23 | ismeretlen                                 | ismeretlen  | A harmadik átmeneti korban újrahasznosították. | XVIII. dinasztia       |
| QV24 | ismeretlen                                 | ismeretlen  | Helye valószínűleg már az ókorban feledésbe merült, míg a QV25 építése során bele nem futottak. | XX. dinasztia          |
| QV25 | ismeretlen                                 | ismeretlen  | | XVIII. dinasztia       |
| QV26 | ismeretlen                                 | ismeretlen  | | XVIII. dinasztia       |
| QV27 | ismeretlen                                 | ismeretlen  | Az ókorban beomlott, rossz állapotú sír. | XVIII. dinasztia       |
| QV28 | ismeretlen                                 | ismeretlen  | A legutóbbi felmérés során nem sikerült lokalizálni; talán modern kori építmény alatt fekszik. |                        |
| QV29 | ismeretlen                                 | ismeretlen  | Az ókorban beomlott, rossz állapotú sír. | XVIII. dinasztia       |
| QV30 | Nebiri                                     | ókor        | Nebiri az istállók elöljárója volt III. Thotmesz idején. | XVIII. dinasztia       |
| QV31 | ismeretlen hercegnő/királyné               | 1828 körül  | Az I. Széthi korabeli sír egy kamrából és két oldalkamrából áll, a címeket felírták, de a kártusok üresen maradtak. | XIX. dinasztia         |
| QV32 | ismeretlen                                 |             | 1854 körül | XVIII. dinasztia       |
| QV33 | Tanedzsmet királyné                        | 1828 körül  | A máshonnan nem ismert királyné I. Széthi idején élt. | XIX. dinasztia         |
| QV34 | ismeretlen hercegnő/királyné               | 1926        | I. Széthi korabeli sír. | XIX. dinasztia         |
| QV35 | ismeretlen                                 | 1985 körül  | Befejezett aknasír, kamrák nélkül. | XVIII. dinasztia       |
| QV36 | ismeretlen hercegnő                        | 1905        | I. Széthi korabeli sír. | XIX. dinasztia         |
| QV37 | ismeretlen                                 | 1903        | | XVIII. dinasztia       |
| QV38 | Szitré királyné                            | 1828 körül  | I. Ramszesz felesége | XIX. dinasztia         |
| QV39 | ismeretlen                                 | ismeretlen  | Talán Uadzsmesz hercegnek szánták, vagy egy másik hercegnek, akinek Imhotep vezír volt a nevelője. | XVIII. dinasztia       |
| QV40 | ismeretlen hercegnő/királyné               | 1826 körül  | I. Széthi korabeli sír. | XIX. dinasztia         |
| QV41 | ismeretlen                                 | 1826 körül  | III. Ramszesz egyik fiának épülhetett, később újrahasznosították. | XX. dinasztia          |
| QV42 | Paréherwenemef herceg                      | 1826 körül  | III. Ramszesz fiának sírja. Feltehetőleg ide temettek egy Minefer nevű királynét is, aki talán a herceg anyja volt. | XX. dinasztia          |
| QV43 | Széthherkhopsef herceg                     | 1903        | A herceg később VIII. Ramszesz néven trónra lépett és új sírt épített, így ezt nem használta. A sír időnként látogatható. | XX. dinasztia          |
| QV44 | Haemuaszet herceg                          | 1903        | III. Ramszesz fia, Ptah papja. IV. Ramszesz uralkodása alatt temették el. | XX. dinasztia          |
| QV45 |                                            | 1896 körül  | Valószínűleg a beomló mennyezet miatt befejezetlen maradt. | XX. dinasztia          |
| QV46 | Imhotep vezír                              | 1905        | I. Thotmesz vezírje | XVIII. dinasztia       |
| QV47 | Ahmesz hercegnő                            | 1905        | Szekenenré Ta-aa és Szitdzsehuti lányának sírja. Szerkezetileg stabil, de a lehulló kövek veszélyessé teszik. | XVII. dinasztia        |
| QV48 | ismeretlen                                 | ismeretlen  | Mennyezete instabil. | XVIII. dinasztia       |
| QV49 | ismeretlen                                 | 1828 körül  | A bejárat kivésése után abbahagyták az építését. | XIX. dinasztia         |
| QV50 | ismeretlen                                 | ismeretlen  | Befejezetlen maradt, valószínűleg miután építése során véletlenül átvájtak a QV49 sírba. | XX. dinasztia          |
| QV51 | Iszet Ta-Hemdzsert királyné                | 1826 körül  | III. Ramszesz felesége, VI. Ramszesz anyja | XX. dinasztia          |
| QV52 | Titi királyné                              | 1816 körül  | valószínűleg III. Ramszesz felesége | XX. dinasztia          |
| QV53 | Ramszesz-Meriamon herceg                   | 1826 körül  | III. Ramszesz fia | XX. dinasztia          |
| QV54 |                                            | 1826 körül  | Befejezetlen sír, jelenleg régészek használják raktárként. | XX. dinasztia          |
| QV55 | Amonherkhopsef herceg                      | 1904        | III. Ramszesz fia | XX. dinasztia          |
| QV56 |                                            | 1854 körül  | Egykamrás sír; kialakítását a rossz minőségű szikla miatt valószínűleg abbahagyták. | XIX. dinasztia         |
| QV57 |                                            | 1854 körül  | Egykamrás sír; kialakítását a rossz minőségű szikla miatt valószínűleg abbahagyták. | XIX. dinasztia         |
| QV58 | ismeretlen királyné                        | 1826 körül  | II. Ramszesz korabeli királynésír. | XIX. dinasztia         |
| QV59 | ismeretlen                                 | ismeretlen  | | XVIII. dinasztia       |
| QV60 | Nebettaui királyné                         | 1816 körül  | II. Ramszesz lánya. A kora középkorban kopt kápolnaként használták; a belső falak átalakítása miatt a sír statikailag instabil. | XIX. dinasztia         |
| QV61 | ismeretlen                                 | ismeretlen  | Egy ismeretlen személy maradványait és cserepeket találtak benne. | XVIII. dinasztia       |
| QV62 | ismeretlen                                 | ismeretlen  | | XVIII. dinasztia       |
| QV63 | ismeretlen                                 | ismeretlen  | | XVIII. dinasztia       |
| QV64 | ismeretlen                                 | ismeretlen  | | XVIII. dinasztia       |
| QV65 | ismeretlen                                 | 1828 körül  | | XVIII. dinasztia       |
| QV66 | Nofertari királyné                         | 1904        | Nofertari II. Ramszesz felesége volt. Ez a völgy legszebb sírja. | XIX. dinasztia         |
| QV67 | ismeretlen                                 | ismeretlen  | | XVIII. dinasztia       |
| QV68 | Meritamon királyné                         | 1826 körül  | II. Ramszesz és Nofertari lánya | XIX. dinasztia         |
| QV69 | ismeretlen                                 | ismeretlen  | Raktárként hasznosítják a többi sír feltárásakor előkerült leletek számára. | XVIII. dinasztia       |
| QV70 | Neheszi                                    | ismeretlen  | | XVIII. dinasztia       |
| QV71 | Bintanath királyné                         | 1826 körül  | II. Ramszesz és Iszetnofret lánya | XIX. dinasztia         |
| QV72 | Noferhat/Hatnofret hercegnő és Baki herceg | 1845 körül  | Máshonnan nem ismert személyek. | XVIII. dinasztia       |
| QV73 | Henuttaui hercegnő                         | 1826 körül  | II. Ramszesz és Nofertari lányának sírja; számos szerkezeti probléma merült fel a sírban. | XIX. dinasztia         |
| QV74 | Duatentopet királyné                       | 1826 körül  | Duatentopet IV. Ramszesz felesége volt. A sír egy korábbi, XIX. dinasztiabeli hercegnősír újrafelhasználásával készült. | XX. dinasztia          |
| QV75 | Henutmiré királyné                         | 1826 körül  | II. Ramszesz felesége | XIX. dinasztia         |
| QV76 | Meritré hercegnő                           | ismeretlen  | Máshonnan nem ismert hercegnő | XVIII. dinasztia       |
| QV77 | ismeretlen                                 | ismeretlen  | A sírt később újrahasznosították. | XVIII. dinasztia       |
| QV78 | ismeretlen                                 | 1844        | A sírt a római korban csoportos temetéshez újrahasznosították. | XVIII. dinasztia       |
| QV79 | ismeretlen                                 | ismeretlen  | A sírt később újrahasznosították. | XVIII. dinasztia       |
| QV80 | Tuja királyné                              | 1826 körül  | Tuja I. Széthi felesége, II. Ramszesz anyja volt. | XIX. dinasztia         |
| QV81 | Heka[…]                                    | ismeretlen  | A tulajdonos neve csak részlegesen maradt fenn. | XVIII. dinasztia       |
| QV82 | Minemhat és Amenhotep hercegek             | ismeretlen  | A két herceg máshonnan nem ismert. | XVIII. dinasztia       |
| QV83 | ismeretlen                                 | ismeretlen  | Nem világos, befejezték-e valaha. | XVIII. dinasztia       |
| QV84 | ismeretlen                                 | ismeretlen  | Rossz minőségű sziklába vájt, befejezetlen sír. | XX. dinasztia          |
| QV85 | ismeretlen                                 | ismeretlen  | Rossz minőségű sziklába vájt, befejezetlen sír. | XX. dinasztia          |
| QV86 | ismeretlen                                 | ismeretlen  | Rossz minőségű sziklába vájt, befejezetlen sír. | XX. dinasztia          |
| QV87 | ismeretlen                                 | 1905        | Cserépleletek. A Theban Mapping Project leírása szerint törékeny kőzetbe vájt, szerkezetileg instabil sír. | XVIII. dinasztia       |
| QV88 | Jahmesz herceg                             | 1903        | A máshonnan nem ismert Nebeszu és Ian fia. Az itt talált múmia egy magzaté. | XVIII. dinasztia       |
| QV89 | ismeretlen                                 | ókor        | A XXV.-XXVI. dinasztia korára datálható cserépedények kerülhettek elő belőle. | XVIII. dinasztia       |
| QV90 | ismeretlen                                 | 1895        | A XXV.-XXVI. dinasztia korára datálható cserépedények kerülhettek elő belőle. | XVIII. dinasztia       |
| QV91 | ismeretlen                                 | 1895        | A XXV.-XXVI. dinasztia korára datálható cserépedények kerülhettek elő belőle. | XVIII. dinasztia       |
| QV92 | ismeretlen                                 | 1905        | Egykamrás aknasír. | XVIII. dinasztia       |
| QV93 | ismeretlen                                 | 1905        | | XVIII. dinasztia       |
| QV94 | ismeretlen                                 | ismeretlen  | Számos gyermekcsont mellett jelentős mennyiségű, III. Amenhotep korabeli cseréptöredék került elő. Bejárata az erózió hatása miatt instabil.                                                                                            | XVIII. dinasztia       |
| QV95 | ismeretlen                                 | 1906        | Befejezetlen sír, később kopt kolostorként használták. | XX. dinasztia          |
| QV96 | ismeretlen                                 | ismeretlen  | Innen előkerült leletek: fa jogar része, bútorok fajansz díszítőelemei, temetkezési áldozatok | XVIII. dinasztia       |
| QV97 | ismeretlen                                 | 1903        | omlásveszély miatt nem tárták fel | XVII./XVIII. dinasztia |
| QV98 | ismeretlen                                 | 1903        | |                        |